# Anastasia Masaro
Anastasia Masaro, née le 12 novembre 1974 à Toronto au Canada, est une directrice artistique.
Elle a été nommée à la fois pour un Oscar du cinéma et un British Academy of Film and Television Arts (BAFTA) des meilleurs décors pour le film L'Imaginarium du docteur Parnassus. 

## Filmographie
- 2009 : L'Imaginarium du docteur Parnassus (The Imaginarium of Doctor Parnassus)
- 2012 : Mama d'Andrés Muschietti
- 2013 : American Stories (Pawn Shop Chronicles)
- 2013 : Arcade Fire: Reflektor
- 2013 : Make Your Move 3D (en)
- 2015 : Life d'Anton Corbijn
- 2018 : Tully

## Distinctions
- MTV Video Music Awards pour la meilleure direction artistique - Arcade Fire: Reflektor en 2014
- Nommée au Art Directors Guild Awards pour Excellence in Production Design Awards for Commercial, PSA, Promo, et Music Video - Arcade Fire: Reflektor en 2014
- Nommée au Guilde canadienne des réalisateurs Craft Award pour meilleure direction artistique, long métrage, - Mama en 2013
- Nommée pour l'Oscar des meilleurs décors pour The Imaginarium of Doctor Parnassus en 2010
- Nommée pour un prix BAFTA pour les décors de The Imaginarium of Doctor Parnassus en 2010
- San Diego Film Critics Society Awards' Awards pour meilleure direction artistique et décors - L'Imaginarium du docteur Parnassus - 2e place en 2009
- Nommée au Satellite Awards pour meilleure direction artistique  et décors - L'Imaginarium du docteur Parnassus en 2009
- Nommée au Art Directors Guild Awards pour Excellence in Production Design Awards pour téléfilm ou mini-série - The Company en 2008